# Court Tomb von Goward
Das Court Tomb von Goward liegt etwa 300 m vom Portal Tomb von Goward zwischen Hilltown und Killcoo im County Down in Nordirland. Court Tombs gehören zu den megalithischen Kammergräbern (englisch chambered tombs) der Insel. Sie werden mit etwa 400 Exemplaren größtenteils in Ulster im Norden der Republik Irland und in Nordirland gefunden.
Ein asymmetrisch platzierter, halbrunder Hof (englisch court) am Nordostende des langen, keilförmigen Cairns erschließt eine Galerie mit drei Kammern. Die Kammern des Court Tomb werden durch Schwellensteine und seitliche Pfosten in üblicher Art getrennt.
Die Eigenheiten des Court Tombs von Goward sind, dass die äußere Kammer Doppelwände hat und der Endstein der inneren Kammer von Pfosten flankiert wird, die offenbar funktionslos sind.
Die Ausgrabung erbrachte 1932 wenig neolithische Keramik und keine menschlichen Knochen. In der äußeren Kammer wurden Scherben flachbodiger Keramik und einige Rinderknochen gefunden.
Bei den in die Feldgrenze eingebauten großen Steinen, handelt es sich eventuell um Reste eines anderen Court Tombs.
Ein stark gestörter Cairn befindet sich etwa 100 m nördlich und auf dem Hügel befindet sich ein runder niedriger Cairn.